# Padang Bulan (Senapelan)
Padang Bulan is een bestuurslaag in het regentschap Pekanbaru van de provincie Riau, Indonesië. Padang Bulan telt 9882 inwoners (volkstelling 2010).